# جيمس ثيودور ريتشموند
جيمس ثيودور ريتشموند (بالإنجليزية: James Theodore Richmond)‏ هو أمين مكتبة وكاتب أمريكي، ولد في 26 مايو 1890 في وغالالا في الولايات المتحدة، وتوفي في 3 ديسمبر 1975 في تيكساركانا في الولايات المتحدة.